# Gare de Paris-Tolbiac
Gare de Paris-Tolbiac je zrušená železniční stanice v Paříži ve 13. obvodu.

## Lokace
Nádraží se nacházelo ve 13. obvodu. Bylo součástí železniční tratě z Paříže do Bordeaux a leželo na kilometru 1,300 mezi stanicemi Austerlitz a Boulevard Masséna.

## Historie
Po výstavbě Gare d'Austerlitz Železniční společností Paříž-Orléans byla 20. září 1840 uvedena do provozu první část trati do Corbeil. V roce 1859 společnost vybudovala dílny a překladové nádraží mezi Rue du Chevaleret a Quai de la Gare. Koncem 70. let 19. století zřídila společnost speciální vlečku pro usnadnění přepravu zboží mezi Seinou a železnicí.
Od roku 1938 SNCF využívala v následujících letech tuto stanici k různým účelům – seřaďovací nádraží, překladiště poštovních zásilek (1971) či terminál autovlaku. Tento terminál vypravoval vlaky na přepravu osobních vozidel na jiná vlaková nádraží stejného typu: Biarritz, Bordeaux, Briançon, Brive, Tarbes a Toulouse.
Na počátku 80. let 20. století bylo rozhodnuto o renovaci nevyužívané průmyslové oblasti podél Seiny. Stanice Paris-Tolbiac byla definitivně uzavřena v červnu 2001 a následně zbořena, kvůli výstavbě nové čtvrti Paris Rive Gauche.